# Slag bij Buck Head Creek
De Slag bij Buck Head Creek vond plaats op 28 november 1864 in Jenkins County, Georgia tijdens de Amerikaanse Burgeroorlog. Een Noordelijke cavaleriedivisie onder leiding van brigadegeneraal Judson Kilpatrick kon een aanval van het Zuidelijke cavaleriekorps onder leiding van generaal-majoor Joseph Wheeler weerstaan. Kilpatrick zag wel af van zijn geplande aanval op spoorwegen en op een krijgsgevangenkamp.

## De slag
Op 26 november 1864 kon Wheeler twee niets vermoedende Noordelijke regimenten verjagen uit hun bivak. Zo voorkwam hij dat Kilpatrick de brug over bij Briar Creek vernielde. Toch slaagde Kilpatrick erin om een grote kilometer spoorweg in de buurt van de brug te vernietigen. Kilpatrick had de opdracht gekregen om, naast de brug te vernietigen, een krijgsgevangenkamp in de buurt te veroveren om zo de Noordelijke soldaten te bevrijden. Toen hij informatie ontving dat het gevangenkamp Lawton geëvacueerd was, besliste hij om zich opnieuw bij de hoofdmacht van Sherman te voegen.
In de nacht van 26 op 27 november kampeerden Kilpatricks soldaten bij Buck Head Creek. Wheeler slaagde de volgende morgen er bijna in om Kilpatrick gevangen te nemen. De Noordelijken werden achtervolgd tot aan de Creek. Terwijl Kilpatricks hoofdmacht de Creek overstak, vormde de 5th Ohio Cavalry onder leiding van kolonel Thomas T. Heath en twee kanonnen de achterhoede. Ze hadden een borstwering van boomstammen en rails opgeworpen. Toen Wheeler de aanval inzette, werden ze onder vuur genomen door de Noordelijke artillerie. De Noordelijke staken nadat ze de Creek waren over geraakt de brug in brand. Wheeler stak de Creek over en zette de achtervolging in. Bij de volgende Noordelijke borstwering bij Reynolds’ Plantation werd de Zuidelijke aanval tegengehouden. Kilpatrick kon zich opnieuw aansluiten bij Sherman bij Louisville, Georgia.

## Gevolgen
De Noordelijken verloren 46 soldaten tegenover 600 Zuidelijke slachtoffers.